# سالي ريد (ممثلة)
سالي ريد (بالإنجليزية: Sally Reid)‏ هي ممثلة بريطانية، ولدت في 30 سبتمبر 1982.